# Hartmanthus
Hartmanthus ist eine Pflanzengattung aus der Familie der Mittagsblumengewächse (Aizoaceae). Der botanische Name der Gattung ehrt die deutsche Botanikerin Heidrun Hartmann.

## Beschreibung
Die Pflanzen der Gattung Hartmanthus wachsen als kleine bis mittelgroße, dicht belaubte Zwergsträucher. Die orangefarbenen Internodien sind in den oberen Teilen abgeflacht. Die scharf dreikantigen Laubblätter sind blass graugrün und besitzen eine sehr glatte, feste Oberfläche. Sie sind bis zu 70 Millimeter lang, etwa 15 Millimeter breit und bis zu 20 Millimeter dick. Vertrocknete Blätter sind pergamentartig und verbleiben für viele Jahre an den Pflanzen.
Die Einzelblüten bilden einen ausdauernden, zweigabeligen (dichasialen) Blütenstand, an dem die Hochblätter für mehrere Jahre verbleiben. Die Blüte wird aus fünf Kelchblätter, 75 bis 117 weiße bis rosafarbene Kronblätter und bis zu zwölf meist weißen fadenförmigen Staminodien gebildet. Die Staubblätter formen ein Kegel. Die kranzartigen Nektarien bilden einen unregelmäßigen Ring.
Die fünf- oder acht- bis zehnfächrigen Kapselfrüchte besitzen keine Verschlusskörper. Die rötlich braunen, länglich eiförmigen Samen sind 0,9 bis 1 Millimeter lang und etwa 0,5 Millimeter breit.

## Systematik und Verbreitung
Das Verbreitungsgebiet der  Gattung Hartmanthus erstreckt sich in Namibia vom südlichsten Teil des Diamantensperrgebietes bis in die Gemeinde Richtersveld in Südafrika. Die Pflanzen wachsen auf quarzithaltigen Hängen. Die jährliche Niederschlagsmenge liegt unter 100 Millimeter.
Die Erstbeschreibung erfolgte 1995 durch Steven A. Hammer (* 1951). Der Holotypus ist Hartmanthus pergamentaceus. Nach Heidrun Hartmann (2017) umfasst die Gattung Hartmanthus die beiden folgenden Arten:
- Hartmanthus hallii (L.Bolus) S.A.Hammer
- Hartmanthus pergamentaceus (L.Bolus) S.A.Hammer

## Nachweise